# Fats Navarro
Fats Navarro, född som Theodore Navarro 24 september 1923 i Key West i Florida, död 7 juli 1950 i New York i New York, var en amerikansk trumpetspelande jazzmusiker. Navarro har bland annat spelat in skivor för skivbolag såsom Blue Note och Savoy, med musiker som Tadd Dameron och Bud Powell.
Navarro, vars karriär endast varade från 1945 fram till hans död 1950, blev en erkänd musiker jämte artister som Miles Davis och Dizzy Gillespie. Han anses vara en av bebopens pionjärer. Han efterlämnade en fru och en dotter.